# 11141 Jindrawalter
11141 Jindrawalter è un asteroide della fascia principale. Scoperto nel 1997, presenta un'orbita caratterizzata da un semiasse maggiore pari a 2,5997562 UA e da un'eccentricità di 0,3248222, inclinata di 13,03078° rispetto all'eclittica.